# Anna Hollmann

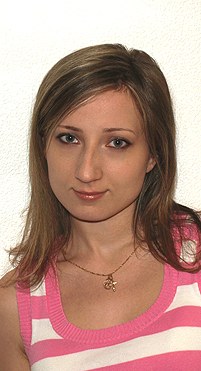
Anna Hollmann (2009)

Anna Hollmann (* 13. Januar 1983) ist eine deutsche Comiczeichnerin.

## Stupid Story
Ihre Geschichte Stupid Story, die zunächst auf der Webcommunity von Animexx erschien und deren erste drei Kapitel bei Schwarzer Turm kommerziell veröffentlicht wurden, erscheint seit 2008 bei Tokyopop. Die Geschichte gewann 2008 und 2009 den deutschen Comicpreis Sondermann und 2009 den AnimaniA Award für den besten nationalen Manga. In dem Werk geht es um den Mädchenschwarm Alan, der sich in seinen neuen Mitschüler Yanik verliebt. Beide geraten in Verwirrung über ihre Gefühle füreinander.

## Werke
- One Sommerday (2005, im ersten Band von Manga-Mixx)
- Stupid Story (seit 2008, 3 Bände)
- King of Animexx (2010, im Animexx Manga-Mixx Special)